# Jaspinder Narula

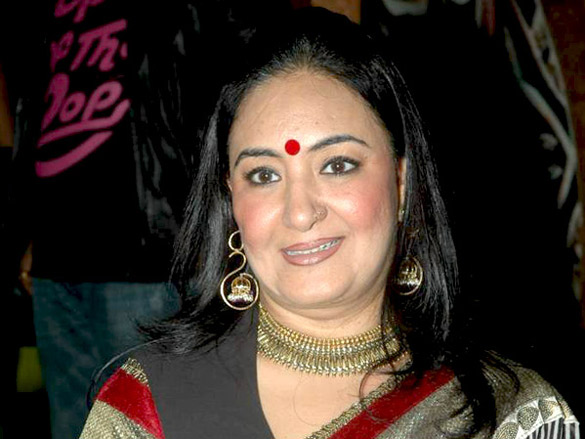
Retrato de Jaspinder Narula

Jaspinder Narula es una cantante de Bollywood y de playback india, nacida en Punjabi, ella saltó a la fama después de formar parte de un dúo musical llamado "Pyar a hona hi tha" con Remo Fernandes, para interpretar un tema musical para una película de 1998 titulado " Pyar To Hona Hi Tha". Por la que ganó los premios Filmfare Best en 1999, siendo una de las intérpretes femeninas reconocidas por su voz y su talento. Sus demás películas, en las que se destacan son Mission Kashmir, Mohabbatein, Phir Bhi Dil Hai Hindustani y Bunty Aur . Ella también es una intérprete de la música sufí, Gurbani y  sij. En 2008, ganó el título como Mejor Artista en Vivo de la India en la red "NDTV Imagine", en la que interpretó un tema musical en un reality, llamado "Dhoom Macha" de (2008). 

## Carrera
La carrera de Jaspinder en la música comenzó a una edad temprana. Su padre Kesar Singh Narula, fue un compositor de música de la década de los años 1950. Inicialmente Jaspindar Narula, se mantuvo lejos de cantar para el cine y se especializó en interpretar temas musicales de bhajans y composiciones sufiana. Ella se trasladó a Mumbai unos años después, en el consejo del director musical, Kalyanji, quien la escuchó cantar en una reunión privada en Delhi, le pidió a su hijo y director musical, Viju Shah, para que pueda interpretar temas musicales para películas como Master, Aar Ya Paar y Bade Miyan Chhote Miyan (1998).
Más adelante interpreta temas musicales devocionales. Ha grabado para numerosos discos para un gran número de películas de éxito de Bollywood como Dulhe Raja, Virasat, Mission Kashmir, Mohabbatein y Bunty aur Babli. Se unió a un partido político llamado "Aam Aadmi Party" en febrero de 2014. 

## Vida personal
Actualmente reside en Mumbai y está casada con un empresario indio que reside en Canadá. Completó su doctorado en la música clásica indostaní de la Universidad de Delhi, en 2008.
Ella hizo su escolaridad en el "Guru Har Krishan Public School"  (GHPS), una escuela sucursal de Nueva Delhi.